# Kopienica
Kopienica (deutsch Koppinitz, 1936–1945 Adelenhof) ist eine Ortschaft in Oberschlesien. Sie liegt in der Gemeinde Zbrosławice (Broslawitz) im Powiat Tarnogórski (Kreis Tarnowitz) in der Woiwodschaft Schlesien.

## Geografie
Kopienica liegt neun Kilometer nordwestlich vom Gemeindesitz Zbrosławice, 16 Kilometer westlich von der Kreisstadt Tarnowskie Góry (Tarnowitz) und 34 Kilometer nordwestlich von der Woiwodschaftshauptstadt Katowice (Kattowitz).

## Geschichte
Der Ort entstand spätestens im 13. Jahrhundert und wurde 1295–1305 im Liber fundationis episcopatus Vratislaviensis (Zehntregister des Bistums Breslau) erstmals urkundlich als „Copinicza“ erwähnt.
Der Ort wurde 1783 im Buch Beytrage zur Beschreibung von Schlesien als Koppiniz erwähnt und hatte drei Vorwerke, eine katholische Kirche, eine Schule, 19 Bauern, 14 Gärtner, einige Häusler und 198 Einwohner. 1818 wurde der Ort als Koppinitz erwähnt. 1865 bestand Koppinitz aus einem Rittergut und einem Dorf. Zum Rittergut gehörten die Vorwerke Kopacz und Adelenhof. Das Dorf hatte damals elf Bauernstellen, einen Dreiviertelbauern, zwölf Halbbauern, fünf Viertelbauern, 13 Gärtnerstellen, zwei Halbgärtner, 23 Häuslerstellen und eine Samolmühle. Zum Dorf gehörten zudem die Kolonie Neudorf und die Kolonie Krassow.
Bei der Volksabstimmung in Oberschlesien am 20. März 1921 stimmten 89 Wahlberechtigte für einen Verbleib bei Deutschland und 241 für eine Zugehörigkeit zu Polen. Koppinitz verblieb beim Deutschen Reich. 1936 wurde der Ort in Adelenhof umbenannt. Bis 1945 befand sich der Ort im Landkreis Tost-Gleiwitz.
1945 kam der bis dahin deutsche Ort unter polnische Verwaltung und wurde in Kopienice umbenannt und der Woiwodschaft Schlesien angeschlossen. 1950 kam der Ort zur Woiwodschaft Kattowitz. 1999 kam der Ort zum wiedergegründeten Powiat Tarnogórski und zur neuen Woiwodschaft Schlesien. Zum 1. Januar 2013 wurde der Ortsname in Kopienica geändert.

## Sehenswürdigkeiten
- Schloss aus dem Jahr 1844 mit Parkanlage
- Wegkreuze

## Wappen
Das Wappen bzw. Siegel zeigt zwei gekreuzte Beile.